# Synchronizator karabinu maszynowego
Synchronizator karabinu maszynowego – urządzenie mechaniczne, część lotniczego karabinu maszynowego strzelającego przez śmigło, którego zadaniem jest odpalanie nabojów tylko w takich momentach, gdy łopaty śmigła znajdują się poza torem lotu pocisku, co zapobiega odstrzeleniu własnego śmigła przez pilota. Synchronizatory karabinów maszynowych, wprowadzone po raz pierwszy podczas I wojny światowej, były znaczącym osiągnięciem technicznym w historii walk powietrznych i pozostały w użyciu aż do wojny koreańskiej, kiedy to do powszechnego użycia weszły pozbawione śmigieł samoloty odrzutowe. Podobnym w działaniu urządzeniem był przerywacz, który blokował oddanie strzału w tych momentach, gdy śmigło znajdowało się na linii strzału.
Przy strzelaniu z karabinu maszynowego ważne jest, aby odpalać pociski we właściwym momencie i przerywać ogień, gdy jakiś element samolotu znajduje się naprzeciw lufy. Początkowo jedynym elementem, który mógłby być odstrzelony było śmigło, ale sytuacja ta zmieniła się po wprowadzeniu najpierw w bombowcach, oraz w nielicznych myśliwcach wieżyczek strzeleckich. Niebezpieczeństwo trafienia w elementy samolotu wymusiło stosowanie przerywaczy blokujących oddanie strzału.
Chociaż efekt pracy przerywacza i synchronizatora jest podobny, to zasada ich działania jest różna. Zadaniem przerywacza karabinu maszynowego jest odłączenie spustu broni w momencie, gdy łopata śmigła znajduje się przed lufą, natomiast rolą synchronizatora jest uruchamianie spustu w momentach, kiedy na linii strzału nie ma przeszkody w postaci łopat śmigła. W rzeczywistości występują znaczne trudności ze wstrzymaniem ognia karabinów typu Maxim, co uniemożliwiło skonstruowanie skutecznych przerywaczy pomagających strzelać przez śmigło, a wszystkie późniejsze konstrukcje tego typu były oparte na synchronizatorze.

## Historia
Pierwsze próby skonstruowania zsynchronizowanego karabinu maszynowego podjęto w Niemczech i Francji przed I wojną światową na potrzeby armii, która wyraziła chęć posiadania uzbrojonych samolotów, głównie dla celów rozpoznawczych. Szwajcarski inżynier Franz Schneider, pracujący dla wytwórni LVG zaprojektował i opatentował pierwszy synchronizator w 1913 roku. Francuski konstruktor lotniczy Raymond Saulnier zbudował i opatentował podobne urządzenia w kwietniu 1914, testując je na wypożyczonym od armii karabinie maszynowym. Żadne z powyższych rozwiązań nie zostało jednak dopracowane w tym czasie na tyle, aby nadawało się do wdrożenia w samolotach myśliwskich, a głównym problemem była słaba jakość amunicji, która odpalała z różnym opóźnieniem, co powodowało niekontrolowane strzały i trafianie w łopaty śmigła (ponadto, Saulnier testował swoje rozwiązanie z nienadającym się dobrze do synchronizacji karabinem maszynowym Hotchkiss).
Postarano się rozwiązać ten problem przez opancerzenie narażonych na trafienie części łopat śmigieł blachą stalową. Szkopuł w tym, że silniki w tamtych czasach miały mała moc. Więc konstruktorzy samolotów musieli w miarę możliwości unikać ciężkich materiałów. W grudniu 1914 francuski as myśliwski Roland Garros zwrócił się do Saulniera o zainstalowanie jego synchronizatora wraz z opancerzonym śmigłem do własnej maszyny, co ten uczynił dopiero w marcu 1915 roku w maszynie Morane-Saulnier L uzbrojonej w karabin maszynowy Hotchkiss kalibru 8 mm (.303 cala). Dodatkowo mechanik Garrosa zainstalował do łopat śmigła stalowe kliny, które znacząco ograniczyły niebezpieczeństwo trafienia rykoszetem, ale pogorszyły też parametry śmigła. 18 kwietnia 1915 Roland Garros zestrzelił trzy niemieckie samoloty, a sam został zmuszony do awaryjnego lądowania na terytorium wroga. Zanim zdążył spalić samolot został schwytany, a zarówno karabin, jak i śmigło z jego maszyny zostało wysłane do zbadania przez Inspektion der Fliegertruppen (Idflieg) w Döberitz pod Berlinem.

## Synchronizator Fokkera
Prawdopodobnie rozwiązanie francuskiego synchronizatora trafiło do Antona Fokkera z propozycją jego powielenia i zastosowania we własnych samolotach. Inne informacje mówią też, że Fokker po zapoznaniu się z rozwiązaniem Saulniera, opracował swój własny synchronizator w kilka dni (wersja ta była rozpowszechniana przez lubiącego autoreklamę Fokkera). Najbardziej jednak prawdopodobne jest to, że oba rozwiązania powstawały niezależnie w tym samym czasie, przy czym Fokker pracował nad własnym projektem już od 1914 roku opierając się na synchronizatorze opatentowanym przez Schneidera. Dowodem tego może być proces wytoczony Fokkerowi w 1916 przez firmę LVD i Schneidera, o naruszenie praw patentowych, który Fokker przegrał.
Zespół Fokkera zainstalował pierwszy synchronizator do nowego karabinu Parabellum lMG 14 na pokładzie jednopłatowego samolotu Fokker A.III, którym latał porucznik Otto Parschau. Maszyna ta oznaczona jako Fokker M.5 została zademonstrowana po raz pierwszy w dniach 19 i 20 maja 1915 i wysłana na front dziesięć dni później.
Rozwiązanie Fokkera polegało na zastosowaniu zamocowanej do wału śmigła krzywki, naciskającej na długi pręt, który uruchamiał spust broni. Ustawienie krzywki dobrano w ten sposób, że odpalenie naboju odbywało się tylko, gdy śmigło znajdowało się w pozycji horyzontalnej. Naciśnięcie spustu broni przez pilota popychało pręt na pozycję, w której mogła go nacisnąć krzywka.

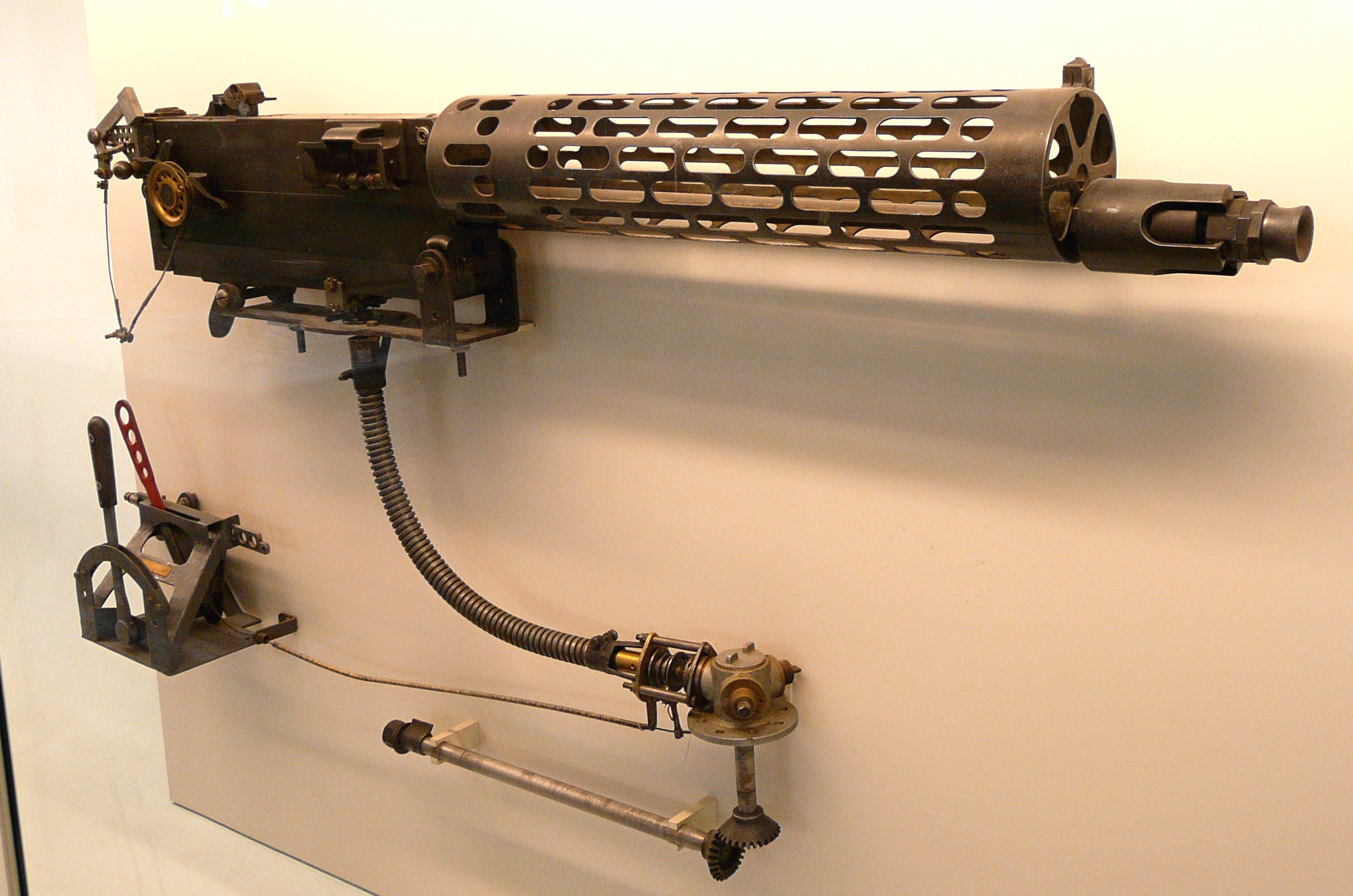
Niemiecki karabin maszynowy lMG08 z I wojny św. z późnym synchronizatorem Fokkera (Zentralsteurung)

Pierwsze zwycięstwo w walce powietrznej z wykorzystaniem wyposażonej w synchronizator Fokkera broni miało miejsce 1 lipca 1915 roku, gdy porucznik Kurt Wintgens z Feldflieger Abteilung 67, lecący na Fokkerze M.5K/MG zmusił do lądowania niedaleko Lunéville francuski myśliwiec Morane-Saulnier L. Maszyna wylądowała na terytorium kontrolowanym przez siły francuskie, więc zwycięstwo nie zostało oficjalnie uznane. Pierwsze potwierdzone zwycięstwo odniósł Max Immelmann na Fokkerze E.I 1 sierpnia 1915, zmuszając do lądowania brytyjski samolot RAF BE.2C.
Fakt posiadania wyłącznie przez Niemców sprawnie i niezawodnie działającego synchronizatora przyczynił się do ich panowania na niebie w okresie zwanym Plagą Fokkerów. Początkowo z braku synchronizatora, starano się przeciwstawić samolotom niemieckim maszyny ze śmigłem pchającym takie jak Vickers FB.5 czy Airco DH.2 lub z karabinem maszynowym umieszczonym na płacie ponad śmigłem, w których synchronizatory nie były potrzebne. Niemcy z kolei w celu uchronienia swego wynalazku przed dostaniem się w ręce przeciwnika zabronili własnym maszynom zapuszczać się nad wrogie terytorium, aby nie zostały one zmuszone do lądowania po niewłaściwej stronie frontu. Mimo wszystko w 1916 państwa ententy opracowały własne rozwiązania synchronizatora, również bazujące na krzywkach, tak jak mechanizm Fokkera.

### Zasada działania synchronizatora Fokkera

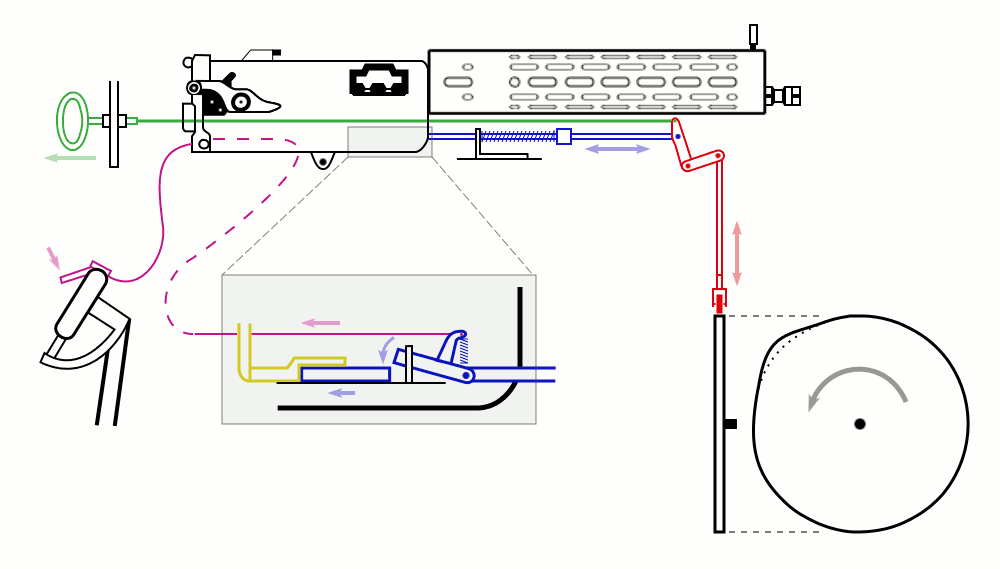
Wczesny synchronizator Fokkera (Stangensteurung)

W celu oddania strzału pilot musiał wykonać następujące czynności:
1. Odbezpieczyć broń poprzez wyciągnięcie bezpiecznika (zielona linka), co powoduje upuszczenie na krzywkę zainstalowaną na wale śmigła trzpienia wodzącego (czerwony element)
2. Podczas obrotu, krzywka powoduje ruch trzpienia, który popycha pręt (niebieski element) wyzwalający spust. Po naciśnięciu, pręt powraca w przednie położenie przy pomocy zamocowanej na nim sprężyny.
3. Po wciśnięciu przez pilota dźwigni karabinu (fioletowa linka) następuje opuszczenie łącznika pręta wyzwalającego spust (żółty element) i naciskanie go przy każdym ruchu krzywki.
4. Przytrzymanie dźwigni karabinu przez pilota powoduje wystrzelenie jednego pocisku przy każdym naciśnięciu spustu przez krzywkę.

## Dalszy rozwój synchronizatora
Pierwszym brytyjskim samolotem wyposażonym w synchronizator konstrukcji George’a Challengera (bazującym na koncepcji Saulniera, lecz z bardziej niezawodnym karabinem maszynowym Vickers) był Bristol Scout wysłany na front w marcu 1916. W kwietniu 1916 roku wszedł z kolei do służby Sopwith 1½ Strutter z synchronizatorem karabinów pomysłu Rossa. Francuzi wprowadzili w maju 1916 własne synchronizatory systemu Alkan-Hamy, będącego kopią rozwiązania Fokkera, a później synchronizatory systemu Marca Birkigta z zakładów Hispano-Suiza. Wkrótce samoloty brytyjskie zostały wyposażone w synchronizatory ulepszonej konstrukcji rumuńskiego konstruktora George’a Constantinesco nazywane od jego nazwiska CC, które również były napędzane krzywką, ale przeniesienie impulsu na spust odbywało się hydraulicznie. Synchronizator Constantinesco był używany w samolotach RAFu do wybuchu II wojny światowej, a Gloster Gladiator był ostatnią wyposażoną w niego maszyną. Podczas I wojny własne synchronizatory, systemu Ławrowa i Dybowskiego, opracowali też Rosjanie.
Główną niedogodnością użycia synchronizatorów była mała szybkostrzelność wyposażonych w nie karabinów. Pilot namierzający cel widzi go w celowniku tylko przez krótka chwilę, więc wystrzelenie dużej liczby pocisków w krótkim czasie ma wymierny skutek w postaci większego prawdopodobieństwa trafienia. Najlepszym rozwiązaniem tego problemu było zwiększenie liczby karabinów. Ostatni z serii jednopłatowych samolotów Fokkera (Fokker Eindecker), model E.IV jako pierwszy został wyposażony w dwa karabiny maszynowe Spandau i od II połowy 1916 roku dwa karabiny były standardowym wyposażeniem myśliwców niemieckich, zwłaszcza wytwórni Albatros Flugzeugwerke poczynając od wersji D.I (myśliwce Albatrosa miały jednak własny model synchronizatora Hedtke, a w D.V – Semmler). Fokker eksperymentował z trzema karabinami zainstalowanymi w Fokkerze E.IV, jednak dodatkowa masa uzbrojenia i amunicji powodowała, że samolot miał bardzo złe parametry lotne. Pierwszymi myśliwcami aliantów wyposażonymi w dwa zsynchronizowane karabiny były Sopwith Camel i SPAD S.XIII.

## Wieże strzeleckie
Po wprowadzeniu do służby szybkich bombowców zaistniała konieczność chronienia strzelca przed wiatrem, a jednocześnie zapewnienie mu odpowiednio szerokiego kąta obserwacji i ostrzału. Tak narodziły się wieżyczki strzeleckie wyposażone w jeden lub kilka karabinów maszynowych. Jednym z pierwszych bombowców wyposażonych w wieżyczkę strzelecką zainstalowaną na dziobie był Boulton Paul Overstrand wykorzystywany przez RAF i Martin B-10 Korpusu Powietrznego Armii Stanów Zjednoczonych.
Dla osiągnięcia maksymalnej efektywności wieżyczka musi mieć możliwość swobodnego ruchu w każdym kierunku, aby móc ostrzeliwać jak największy kąt przestrzeni, więc istnieje niebezpieczeństwo, że są takie kąty ostrzału, które kolidują z elementami samolotu. Wieżyczki strzeleckie zazwyczaj były napędzane elektrycznie, więc dzięki zastosowaniu solenoidów możliwe było takie wyregulowanie wieży, aby przy pewnych kątach został odcięty dopływ prądu do napędu wieży uniemożliwiając jej dalszy ruch w kierunku, który mógłby doprowadzić do ostrzelania własnego samolotu. W bombowcach Boulton Paul zastosowano mosiężny bęben, którego kształt odpowiadał polu ostrzału stanowiska. W przypadku skierowania broni w zabronionym kierunku mosiężny bęben przesuwał się w taki sposób, że przerywał on obwód prądu elektrycznego uniemożliwiając oddanie strzału.

## Rozwój synchronizatorów po I wojnie światowej
Synchronizatory karabinów maszynowych, a później automatycznych działek lotniczych, pozostały w użyciu do zastąpienia myśliwców napędzanych śmigłem odrzutowcami. Postęp w technice budowy celowników i zapotrzebowanie na stosowanie większej liczby uzbrojenia strzeleckiego zminimalizowało konieczność użycia synchronizatorów. W skrzydłach samolotów można było zainstalować więcej karabinów i działek, niż w relatywnie ciasnym kadłubie, dlatego wiele używanych podczas II wojny światowej myśliwców miało całe uzbrojenie zainstalowane właśnie w skrzydłach poza płaszczyzną śmigła, a skupienie pocisków ze wszystkich luf było ustawione na określoną odległość. Pomimo to, większość krajów kontynuowała rozwój jednosilnikowych myśliwców z zamontowaną w kadłubie bronią, która wymagała użycia synchronizatorów. Ostatnimi myśliwcami wprowadzonymi do walki wyposażonymi w zsynchronizowane karabiny maszynowe lub działka były radzieckie Ła-11 i Jak-9, które wzięły udział w wojnie koreańskiej.